# Héraðsvötn
Héraðsvötn är en flod i norra Island i regionen Norðurland vestra. Den börjar ungefär vid Hofsjökull och rinner ut i havet i närheten av staden Sauðárkrókur. Den bildas i sammanflödet mellan Austari-Jökulsá och Vestari-Jökulsá. Floden är 130 km och dess avrinningsområde sträcker sig över 3 650 km2.